# أحد سكان المدينة (فلم)
أحد سكان المدينة (بالإنجليزية: A Resident of the City) هو فيلم تم إنتاجه في مصر وصدر في سنة 2011.

## وصلات خارجية
- مقالات تستعمل روابط فنية بلا صلة مع ويكي بيانات

1. ↑  African, Asian and Latin American Film Festival - Milan[وصلة مكسورة]- 22nd edition (license CC BY-SA) نسخة محفوظة 30 يونيو 2012 على موقع واي باك مشين.
2. ↑  "Ahad Sokan Elmadeena (A Resident of the City)". Rolling Stone Middle East. مؤرشف من الأصل في 2016-03-04. اطلع عليه بتاريخ 2012-03-21.
3. ↑  "A Resident of the City". International Film Festival Rotterdam. مؤرشف من الأصل في 2019-12-08. اطلع عليه بتاريخ 2012-03-21.